# Kleinkastell Werthausen
Das Kleinkastell Werthausen war eine römische Grenzbefestigung am Niedergermanischen Limes, der 2021 zum UNESCO-Weltkulturerbe erhoben wurde. Das heutige Bodendenkmal liegt in Werthausen, einem Ortsteil von Hochemmerich, im Duisburger Stadtbezirk Rheinhausen am Niederrhein. Als Nachfolgekastell des um die Jahre 83/85 n. Chr. aufgegebenen Auxiliarlagers Asciburgium überwachte es vom Ende des ersten bis zur Mitte des dritten nachchristlichen Jahrhunderts das rechtsrheinisch gegenüber liegende Mündungsgebiet der Ruhr.

## Lage und Forschungsgeschichte

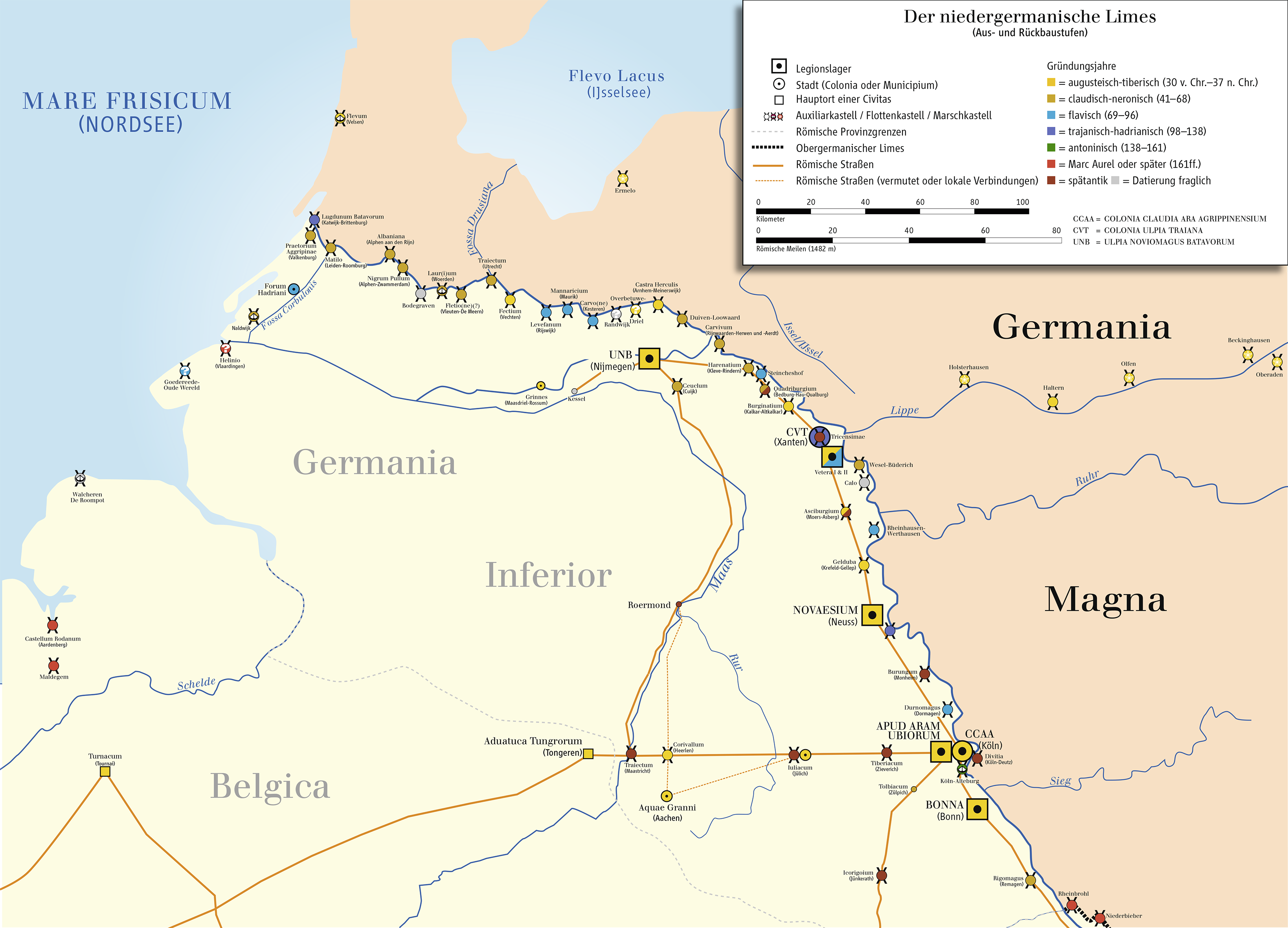
Lage des Kleinkastells Werthausen am Niedergermanischen Limes

Das heutige Bodendenkmal liegt am nordwestlichen Rand der modernen Besiedlung von Duisburg-Rheinhausen, rund 700 m vom derzeitigen Rheinufer entfernt. Es befindet sich am südlichen Ende des so genannten „Essensberger Bruchs“, eines verlandeten Rheinarms. Der Umstand, dass es sich innerhalb der alten Stromrinne befindet, beweist, dass dieser Arm, der anfänglich das Vorläuferkastell in Asberg schiffbar gemacht hatte, zur Zeit der Anlage der Rheinhausener Garnison bereits verlandet gewesen sein muss. In der Zeit seiner Existenz lag das Kleinkastell Werthausen unmittelbar am rechten Ufer des Rheins, im sogenannten Essenberger Mäander, und nicht, wie bis 2018 angenommen, gegenüber der damals noch weiter südlich als heute befindlichen Einmündung der Ruhr in den Strom. Dieses Mündungsgebiet war von strategischer Bedeutung, weil es eine wichtige potenzielle Ausfallspforte für germanische Überfälle darstellte, aber auch verkehrsgeographisch wichtig, da hier der mutmaßliche Vorläufer des mittelalterlichen Hellwegs seinen Anfang nahm, ein alter Handelsweg, der tief in den Osten der Germania Magna führte.
Der Kastellplatz, der im Volksmund als „Schloss Steinbrink“ überliefert war, wurde 1891 entdeckt und ausgegraben und erstmals 1892 von Constantin Koenen in den Bonner Jahrbüchern publiziert.

## Befunde, Belegung und Geschichte

Kleinkastell Werthausen nach den Befunden der Ausgrabung 1892

Das in Form eines schwach verschobenen Rechtecks angelegte Kastell war von einer 1,2 m bis 1,3 m breiten Wehrmauer umgeben. Mit ihren Abmessungen von 38 m × 44 m (Innenmaß) umfasste die Mauer eine Nutzfläche von knapp 0,17 ha. In ihren stark abgerundeten Ecken befanden sich 2,2 m tief nach innen vorspringende Wehrtürme mit trapezförmigen Grundrissen. Die mit eingezogenen Torwangen versehenen Eingänge der insgesamt zweitorigen Anlage befanden sich an der östlichen, zum Rhein hin weisenden, und an der westlichen Schmalseite. Sie waren durch die wahrscheinlich einzige Straße des Lagers miteinander verbunden. Auf jeder Seite der Lagerstraße befand sich vermutlich je eine, in Holz- oder Fachwerkbauweise errichtete, langgestreckte Mannschaftsbaracke. Etwa in der Flucht der Straße, ein wenig aus dieser nach Süden verschoben, wurde eine Zisterne mit einem Grundriss von 2,50 m × 3,70 m festgestellt.
Die Truppe, mit der das Kleinkastell belegt war, ist nicht namentlich bekannt. Größe und Aufbau des Lagers sprechen für eine Vexillatio in der Stärke von maximal zwei Zenturien, also höchstens 160 Mann, die möglicherweise aus dem nahegelegenen Legionslager Vetera II abkommandiert worden waren.
Das Kleinkastell von Werthausen übernahm einen Teil der Funktionen des Alenkastell in Asciburgium. Nachdem dieses um die Jahre 83/85 aufgegeben worden war, hatte wahrscheinlich die Notwendigkeit bestanden, die verkehrsgeographisch und strategisch bedeutsame Mündung der Ruhr am gegenüber liegenden Rheinufer nunmehr von einem anderen Punkt aus zu kontrollieren. Daher wurde noch in flavischer Zeit, vielleicht schon unmittelbar nach Abzug der Asberger Garnison um das Jahr 85, wofür einiges von dem Fundmaterial aus Rheinhausen sprechen würde, spätestens jedoch gegen Ende des Jahrhunderts die Rheinhausener Befestigung errichtet. Sie erfüllte ihre Aufgabe rund 150 Jahre lang und wurde um die Mitte des dritten Jahrhunderts aufgelassen.

## Denkmalschutz und Fundverbleib
Das Kleinkastell Werthausen ist ein Bodendenkmal nach dem Gesetz zum Schutz und zur Pflege der Denkmäler im Lande Nordrhein-Westfalen (Denkmalschutzgesetz – DSchG). Nachforschungen und gezieltes Sammeln von Funden sind genehmigungspflichtig. Zufallsfunde sind an die Denkmalbehörden zu melden. Das bisherige Fundmaterial aus Rheinhausen – sofern es nicht im Laufe der Jahrzehnte verloren gegangen ist – befindet sich in den Magazinen des Kultur- und Stadthistorischen Museums Duisburg.